# Активація процесу зрушення
Активація процесу зрушення — зміна характеру розподілу та величини зрушення і деформації земної поверхні та товщі порід при розробці пласта суміжними виробками або при повторних підробках в порівнянні зі зрушеннями та деформаціями від окремої виробки при первинній підробці.